# All Along the Watchtower
All Along the Watchtower — песня Боба Дилана из альбома John Wesley Harding, вышедшего в декабре 1967.
Песня исполняется многими артистами, одна из самых знаменитых кавер-версий записана Джими Хендриксом для альбома Electric Ladyland в 1968 г. В британских чартах сингл с версией Хендрикса дошёл до 5-го места, в американских — до 20-го. В записях не принимал участия Ноэль Реддинг, поскольку он был в конфликте с Хендриксом. Вместо Реддинга бас взял сначала Дэйв Мэйсон из группы Traffic, а потом сам Хендрикс, так как ему не нравилась басовая линия, которую играл Мейсон. Всё же последний принял участие в записи, играя на акустической гитаре. Боб Дилан высоко отзывался о кавер-версии, созданной Хендриксом, и во время концертных выступлений предпочитает исполнять песню в его стиле.

## Боб Дилан
После аварии во время езды на мотоцикле в июле 1966 года Дилан провёл следующие 18 месяцев, восстанавливая силы в своем доме в Вудстоке и сочиняя песни. По словам Клинтона Хейлина, все песни для альбома John Wesley Harding были написаны и записаны в течение шестинедельного периода в конце 1967 года. С одним ребёнком, родившимся в начале 1966 года, и ещё одним в середине 1967 года, Дилан устроился в семейной жизни.

### Текст
Дэвид Стаббс в статье о Дилане резюмировал, что смысл песни в том, что она «косвенно намекает на недовольство Боба Дилана своим руководством и CBS, которые, по его мнению, предлагали ему гонорар, который был далёк от его статуса». Для Стаббса песня «содержит противостояние между „джокером“ и „вором“, когда джокер жалуется на бизнесменов, которые пьют его вино, питаются им, но отказываются отдавать ему должное».
Рецензенты отметили, что текст песни «All Along the Watchtower» перекликается со строками из Книга пророка Исаии, глава 21, стихи 5-9:

Prepare the table, watch in the watchtower, eat, drink: arise ye princes, and prepare the shield. For thus hath the Lord said unto me, Go set a watchman, let him declare what he seeth. And he saw a chariot with a couple of horsemen, a chariot of asses, and a chariot of camels; and he hearkened diligently with much heed. …And, behold, here cometh a chariot of men, with a couple of horsemen. And he answered and said, Babylon is fallen, is fallen, and all the graven images of her gods he hath broken unto the ground.
(В синодальном переводе: Приготовляют стол, расстилают покрывала, — едят, пьют. «Вставайте, князья, мажьте щиты!» Ибо так сказал мне Господь: пойди, поставь сторожа; пусть он сказывает, что увидит. И увидел он едущих попарно всадников на конях, всадников на ослах, всадников на верблюдах; и вслушивался он прилежно, с большим вниманием, — и закричал, как лев: господин мой! на страже стоял я весь день, и на месте моем оставался целые ночи: и вот, едут люди, всадники на конях попарно. Потом он возгласил и сказал: пал, пал Вавилон, и все идолы богов его лежат на земле разбитые.)

Комментируя песни на альбоме John Wesley Harding в интервью, опубликованном в фолк-музыкальном журнале Sing Out! в октябре 1968 года Дилан рассказал Джону Коэну и Хэппи Трауму:

Я не выполнил работу балладиста. Исполнитель баллад может сесть и спеть три песни в течение полутора часов … все это может открыться вам. Этим мелодиям на John Wesley Harding не хватает этого традиционного чувства времени. Как и в случае с третьим куплетом «The Wicked Messenger», который открывает его, а затем временной график резко меняется, и вскоре песня становится шире… То же самое относится и к песне «All Along the Watchtower», которая открывается немного по-другому, более странным образом, поскольку у нас цикл событий работает в обратном порядке.
Оригинальный текст (англ.)I haven’t fulfilled the balladeers’s job. A balladeer can sit down and sing three songs for an hour and a half… it can all unfold to you. These melodies on John Wesley Harding lack this traditional sense of time. As with the third verse of «The Wicked Messenger», which opens it up, and then the time schedule takes a jump and soon the song becomes wider … The same thing is true of the song «All Along the Watchtower», which opens up in a slightly different way, in a stranger way, for we have the cycle of events working in a rather reverse order.

Необычная структура повествования была отмечена профессором английской литературы Кристофером Риксом, который прокомментировал, что «All Along the Watchtower» является примером дерзости Дилана в манипулировании хронологическим временем: «В конце последнего куплета кажется, что песня странным образом начинается наконец, и как будто миф начался снова».
Хейлин описал повествовательную технику Дилана в «All Along the Watchtower» как настраивающую слушателя на эпическую балладу с первыми двумя куплетами, но затем, после короткого инструментального пассажа, певец переходит «к концу песни, оставляя слушателя заполнять его или её собственные (наполненные судьбой) пустые места».
Дэйв Ван Ронк, ранний сторонник и наставник Дилана, не согласился с мнением большинства, когда выступил со следующей критикой: «Вся эта художественная мистика — одна из величайших ловушек этого бизнеса, потому что на этом пути лежит непонятность. Дилану есть за что ответить, потому что через некоторое время он обнаружил, что ему все может сойти с рук — он был Бобом Диланом, и люди принимали на веру всё, что он писал. Таким образом, он мог бы сделать что-то вроде „All Along the Watchtower“, что является просто ошибкой с самого названия: сторожевая башня — это не дорога или стена, и вы не можете идти по ней».

### Музыка
Композиция музыки песни была описана Альбином Заком, заявив: «Вся гармоническая сущность песни состоит из трех аккордов, повторяющихся в неизменном циклическом порядке в течение трех куплетов и инструментальных интерлюдий. Коллекция мелодических тонов, разделяемая голосом и губной гармошкой, почти полностью состоит из пентатоники C#, E, F#, G#, B, хотя каждая часть ограничена подмножеством из четырёх нот. А декламационная вокальная мелодия на всём протяжении тяготеет к одной из двух тональностей». Затем Зак резюмирует всю песню следующим образом: «Музыкальные элементы песни, необычайно ограниченные по количеству и функциям, объединяются, создавая впечатление неумолимой цикличности, которая, в свою очередь, накапливается, создавая ощущение не музыкальной прогрессии, а парящей атмосферы».
Зак также находит сильное влияние блюза в песне, которую Дилан развил из своей привязанности к блюзу Роберта Джонсона, и цитирует Дилана, который в своей книге «Сочинения и рисунки Боба Дилана» посвящает свои лучшие музыкальные влияния: «Великолепному Вуди Гатри и Роберту Джонсону, которые положили этому начало, и великому чудесному духу мелодий, который охватывает единство всех нас». Зак видит в «Сторожевой башне» сочетание влияния написания баллад Гатри и влияния блюза Джонсона на Дилана. Зак сравнивает тексты Дилана в «Сторожевой башне» непосредственно с «Me and the Devil Blues» Джонсона, заявляя, что: «Дилан исследует такой страшный фатализм (текстов Джонсона), прививая повествование об отчуждении и опасениях к музыкальной структуре неумолимой стабильности».

### Запись
Дилан записал «All Along the Watchtower» 6 ноября 1967 года в Columbia Studio A в Нэшвилле, штат Теннесси, в той же студии, где он закончил Blonde on Blonde весной предыдущего года. Аккомпанировать Дилану, игравшему на акустической гитаре и губной гармошке, были два ветерана Нэшвилла из the Blonde on Blonde sessions, Чарли Маккой на бас-гитаре и Кеннет Баттри на барабанах. Продюсером был Боб Джонстон, который продюсировал два предыдущих альбома Дилана, Highway 61 Revisited в 1965 году и Blonde on Blonde в 1966 году.
Окончательная версия «All Along the Watchtower» была создана в результате двух разных дублей во время второй из трех сессий John Wesley Harding. Сессия открылась пятью дублями песни, третий и пятый из которых были объединены для создания альбомного трека. Как и большинство материала, попавшего на альбом, песня представляет собой мрачную, скудную работу, которая резко контрастирует с предыдущими записями Дилана середины 1960-х годов. John Wesley Harding был выпущен 27 декабря 1967 года, менее чем через два месяца после сессий записи. Песня была вторым синглом с альбома, выпущенным 22 ноября 1968 года, но не попала в чарты.

## Версия The Jimi Hendrix Experience
The Jimi Hendrix Experience начали записывать свою версию песни Дилана «All Along the Watchtower» 21 января 1968 года в Olympic Studios в Лондоне. По словам инженера Энди Джонса, Джимми Хендриксу передал кассету с записью Дилана публицист Майкл Голдстайн, который работал на менеджера Дилана Альберта Гроссмана. «(Хендрикс) пришел с этими записями Дилана, и мы все впервые услышали их в студии», — вспоминал Джонс. Стаббс пишет, что это была вторая из песен Дилана, которую Хендрикс адаптировал к своему собственному стилю, первой была «Like a Rolling Stone», сыгранная ранее в Монтерее. Третья песня, адаптированная Хендриксом из Дилана, идентифицируется Закасом как «Can You Please Crawl Out Your Window».
Британский журнал New Musical Express включил данную версию композиции в свой список «500 величайших песен всех времён», разместив её в нём на 315-й позиции.

## Использование песни
- В 1997 году в фильме Бандитки (фильм, 1997)
- в 1999 песня прозвучала в фильме «Красота по-американски» режиссёра Сэма Мендеса, с Кевином Спейси в главной роли.
- В 2008 году песня была использована в саундтреке к третьему сезону сериала «Звёздный крейсер „Галактика“» в обработке композитора Bear McCreary. В 2009 году она появилась в саундтреке к четвёртому сезону сериала.
- В 2009 году песня вошла в саундтрек к фильму Зака Снайдера «Хранители», являющемуся экранизацией одноимённого графического романа Алана Мура.
- В 1970 году песня была перепета группой Affinity и вошла в их одноименный альбом[англ.].
- В одном из эпизодов фильма «Форрест Гамп».
- Кавер песни используется в первой серии третьего сезона телесериала «Побег».
- Каникулы в Вегасе (1997) на 55 минуте.
- Кавер-версия The Jimi Hendrix Experience использовалась в фильме «Бронкская история».
- В 2013 году кавер-версия The Jimi Hendrix Experience использовалась в трейлере к игре «Wolfenstein: The New Order».
- Версия The Jimi Hendrix Experience звучала в фильме «Уитнэйл и я».
- Борис Гребенщиков цитирует строки второго куплета в своей песне «Трамвай» с альбома «Десять стрел»: Многие здесь считают жизнь шуткой, / Но это не наша судьба (ср. There are many here among us who feel that life is but a joke. / 
But you and I, we’ve been through that, and this is not our fate). Гребенщиков вкладывает эти слова в уста Плотника, в то время как в оригинале Боба Дилана их произносит Вор (Thief).
- Кавер песни использован в фильме Need for Speed: Жажда скорости 2014 года.
- В 2015 году кавер-версия The Jimi Hendrix Experience использовалась в трейлере игры «Mafia III» и в официальном трейлере фильма Марсианин.
- В 2022 году в шестой серии сериала "1899 (телесериал)".